# Newsweek Champions Cup and the Matrix Essentials Evert Cup 1993
Newsweek Champions Cup and the Matrix Essentials Evert Cup 1993 тенісний турнір, що проходив на відкритих кортах з твердим покриттям. , and was part of the ATP Super 9 в рамках Туру ATP 1993 and of the WTA Tier II Series в рамках Туру WTA 1993. Це був 20-й Мастерс Індіан-Веллс, що тривав з 1 до 15 березня 1993 року.

## Переможниці та фіналістки

### Одиночний розряд, чоловіки
Джим Кур'є —  Вейн Феррейра 6–3, 6–3, 6–1
- Для Кур'є це був 3-й титул за сезон і 12-й - за кар'єру.

### Одиночний розряд, жінки
Мері Джо Фернандес —  Аманда Кетцер 3–6, 6–1, 7–6(8–6)
- Для Фернандес це був 1-й титул за рік і 3-й - за кар'єру.

### Парний розряд, чоловіки
Гі Форже /  Анрі Леконт —  Люк Єнсен /  Скотт Мелвілл 6–4, 7–5

### Парний розряд, жінки
Ренне Стаббс /  Гелена Сукова —  Енн Гроссман /  Патрісія Гі 6–3, 6–4